# Kappa at Work

## Descrizione
Kappa at Work (Harataku Kappa (はたらくカッパ?) è un manga di genere psicologico/slice of life disegnato da Imiri Sakabashira, pittore e fumettista giapponese, pubblicato per la prima volta in Giappone dalla casa editrice Seirin Kogeisha nel 2005 e successivamente in Italia dalla Star Comics.

## Trama
Anne è una giovane ragazza disoccupata che vive in una città multiculturale, in cui sono mescolate influenze russe, europee e mediorientali molto bizzarre; dopo essersi preparata per andare all'ennesimo colloquio, incontra uno strano yokai che la invita a calmare la tensione del colloquio bevendo un po' di vodka e alcolici vari. All'inizio lei rifiuta categoricamente per paura di ubriacarsi e non presentarsi in tempo, ma alla fine accetta, e dopo aver bevuto liquori parecchio forti, inizia a percepire i primi segni della sbronza subita. Dopo aver iniziato a girare a zonzo per la città scopre un ascensore subacqueo che porta ai fondali marini; Anne decide di provarlo, ma non appena raggiunge i punti più profondi l'impalcatura e il filo che tenevano in funzione l'ascensore si spezzano e si spaccano, lasciandola in caduta libera. Sopravvissuta all'impatto rimane sotto le grinfie di un polpo gigante in grado di crepare il vetro, ma poco prima che fosse troppo tardi, un sottomarino da guerra cattura il polpo, portando con sé Anne stessa che si rende conto di esser entrata nel sottomarino di un gruppo di kappa pirati. Da quel momento Anne, sia per ripagare il favore ai Kappa che l'hanno salvata, sia per guadagnare un po' di soldi (ma anche perché non può tornare in superficie) inizia a lavorare nella cucina del sottomarino, preparando piatti per tutti i Kappa che nel frattempo combattono per la gloria e la vendetta mostri mai visti prima e bizzarre creature.